# Ivanoe Bonomi
Ivanoe Bonomi (italià: /iˈvaːnoe boˈnɔːmi/; Màntua, 18 d'octubre de 1873 ‒ Roma, 20 d'abril de 1951) fou un polític italià. Integrat en el socialisme revisionista, va ser president del consell de ministres de 1921 a 1922 i de 1944 a 1945. President del Senat el 1948.

## Biografia política
Bonomi va ser elegit diputat en les files socialistes, però és expulsat del partit en el 1912, pel seu suport a la guerra de Líbia. S'uní amb altres personalitats per a formar el Partit Socialista Reformista Italià. Ocupa el càrrec de ministre el 1916 i fou President del Consell entre 1921 i 1922. Va donar suport el govern liderat per Luigi Facta i el 1924 va ser candidat com a diputat. Va ser vençut pel candidat de la Llista Nacional. Després de la instauració de la dictadura de Benito Mussolini es va retirar de la política.
No obstant això, va retornar el 25 de juliol de 1943. Després de la caiguda del segon govern Badoglio, el 18 de juny del 1944, va formar un executiu d'unitat nacional. Va ser obligat a dimitir el 26 d'abril del 1945 a causa de les discrepàncies entre els partits del Comitè d'Alliberament Nacional. El 1947 va participar en les conferències per la pau en qualitat de representant del govern italià. A les eleccions legislatives italianes de 1948 va ser escollit senador en les files del Partit Socialista Democràtic Italià i poc abans de morir fou nomenat president del Senat d'Itàlia. Va ser president del Partit Socialista Democràtic Italià fins a la seva mort.

## Honors
Orde Suprem de la Santíssima Anunciació (1920)
 Gran Creu de Cavaller de l'Orde de Sant Maurici i Sant Llàtzer (1920)
 Gran Creu de Cavaller de l'Orde de la Corona d'Itàlia (1920)